# Kanton Vaubecourt
Kanton Vaubecourt (fr. Canton de Vaubecourt) byl francouzský kanton v departementu Meuse v regionu Lotrinsko. Tvořilo ho 12 obcí. Zrušen byl po reformě kantonů 2014.

## Obce kantonu
- Chaumont-sur-Aire
- Courcelles-sur-Aire
- Érize-la-Petite
- Les Hauts-de-Chée
- Laheycourt
- Lisle-en-Barrois
- Louppy-le-Château
- Noyers-Auzécourt
- Rembercourt-Sommaisne
- Sommeilles
- Vaubecourt
- Villotte-devant-Louppy